# Episodi di Caterina e le sue figlie (seconda stagione)

Logo della seconda stagione

La seconda stagione della serie televisiva Caterina e le sue figlie è composta da sei episodi ed è andata in onda dal 9 settembre al 1º ottobre 2007 su Canale 5. La regia della seconda stagione è di Vincenzo Terracciano e Luigi Parisi.
| nº | Titolo          | Prima TV Italia   | Telespettatori | Share  |
| -- | --------------- | ----------------- | -------------- | ------ |
| 1  | Prima puntata   | 9 settembre 2007  |                |        |
| 2  | Seconda puntata | 16 settembre 2007 | 4.300.000      | 22,50% |
| 3  | Terza puntata   | 23 settembre 2007 |                |        |
| 4  | Quarta puntata  | 24 settembre 2007 |                |        |
| 5  | Quinta puntata  | 30 settembre 2007 |                |        |
| 6  | Sesta puntata   | 1º ottobre 2007   |                |        |

## Prima puntata
Mentre Caterina e Attilio si sposano, giunge in chiesa la sorella dello sposo, Renata con il figlio Michele: racconta di essere stata abbandonata dal marito Fefè. Agostina spinta da Adele decide di cercare un lavoro. Adele chiede a Caterina e ad Attilio di ospitare la piccola, in quanto ha la necessità di andare a New York per un paio di settimane. Ma i due neosposi rifiutano, in quanto il giorno dopo sarebbero dovuti partire per le Seychelles, ma Adele li rassicura: infatti il giorno dopo sarà il padre a prendersi cura della bambina e loro saranno liberi di partire per il loro viaggio di nozze. Ma il clima burrascoso presente in casa dell'uomo convince Caterina a tenere con sé la bimba. Renata pensando ad una probabile riappacificazione viene invitata a cena da Fefè. A lezione di ballo, Liliana e Caterina fanno la conoscenza di Eleonora, un'avvenente quarantenne che ha affittato un negozio ad Anfri. Intanto Attilio, costretto a fare il babysitter, si affeziona molto alla bambina. Agostina recluta una babysitter tedesca e comunica al marito Ettore e alla figlia Rebecca che ha deciso di cercare un lavoro. Liliana riceve una bella notizia: il figlio Enrichetto lascerà il lavoro in Spagna per tornare in Italia, la donna pensa che, se riuscirà a trovare una moglie per il figlio, potrebbe averlo per sempre vicino a sé in Italia. Ma Enrichetto vive con Pablo, arrabbiato dal fatto che il fidanzato non abbia ancora rivelato alla madre di essere omosessuale, nonostante i due stiano per sposarsi. Intanto Renata va a cena con Fefè e comprende che è lì per chiederle la separazione. Il regista Otto ha scritto un'opera teatrale per Carlotta, molto entusiasta, ma capirà di essersi illusa. Adele avverte la madre che dovrà restare a New York ancora per un mese; questo fa saltare ancora il viaggio di nozze. Agostina consigliata da un'agenzia di avvio al lavoro inizia a prendere lezioni di arabo dal suo colf Istanbul. Ma Ettore annulla telefonicamente la richiesta di lavoro fatta alla moglie. L'agenzia vende la casa romana di Caterina. Renata sorprende il marito Fefè in compagnia della segretaria. L'uomo continua a chiederle la separazione ma tutto finisce con una rissa nella quale viene coinvolto anche Attilio. All'improvviso arriva Adele a riprendersi la bimba perché dovrà rimanere a New York per più tempo. Finalmente Caterina e Attilio stanno per partire per le Seychelles ma la donna viene a sapere che Agostina con tata e figli si è trasferita nella casa che l'agenzia ha appena venduto.

## Seconda puntata
Caterina rinuncia al suo viaggio di nozze per tentare una riappacificazione tra Agostina ed Ettore. Nel frattempo, Renata si sente male dopo un litigio con Fefè a causa della separazione e Caterina e Attilio si dirigono verso l'ospedale dove è ricoverata Renata: ha avuto un infarto. Intanto Liliana ha preparato una festa con delle ragazze per trovare una fidanzata al figlio Enrichetto, ma il ragazzo si sottrae imbarazzato. Agostina tenta invano di trovare un lavoro. Attilio scopre che, mentre Renata era ricoverata in ospedale, Michele gli ha rubato 250 euro, dunque lo cerca per rimproverarlo per tentare di riacquistare la sua fiducia, ma il ragazzo lo aggredisce verbalmente. Liliana cerca di far fidanzare Enrichetto con Eleonora, la quale capisce subito che il ragazzo non è interessato alle donne. Agostina riesce finalmente a trovare un lavoro come PR alle dipendenze di Cetty Saponero, un'aggressiva donna d'affari sposata con Alvaro ma con un amante: Romano. Dopo un litigio con la madre, Michele, ormai fuori controllo a causa dei problemi familiari, dà fuoco alla scuola. Allora Renata decide di affidarlo al padre e alla sua nuova fidanzata che sembra molto infastidita da questa scelta. Fianalmente, Caterina e Attilio decidono di godersi una notte in una suite dell'hotel, ma l'uomo, sopraffatto dalla stanchezza, si addormenta lasciando di stucco la povera Caterina. Il padre di Enrichetto si è reso conto dell'omosessualità del figlio, ma Liliana continua a non sospettare nulla, per cui acquista un filtro da una maga per spingere il figlio a fidanzarsi. Agostina sta guadagnando la fiducia di Cetty, anche se Ettore continua ad opporsi. Nel bar in cui lavora, Carlotta conosce Pietro, che scoprirà essere un suo vicino di casa. Ad Anfri arriva Pablo, il fidanzato di Enrichetto infastidito dal fatto che non abbia detto ancora nulla alla madre del loro matrimonio. La tata di Agostina, Gertrude porta via di casa il piccolo Leonardo. Riusciranno Caterina e Attilio a partire per il viaggio di nozze già più volte rimandato?

## Terza puntata
Caterina rinvia per l'ennesima volta il viaggio di nozze e recupera Leonardo il figlio di Agostina che Ettore aveva fatto rapire dalla tata. Carlotta si è innamorata di Pietro, un pittore agli esordi; la ragazza lo vede scendere da una macchina lussuosa in compagnia di una donna affascinante. Attilio è molto arrabbiato con Caterina e per una settimana non cena a casa e dorme in salotto; secondo lui Caterina mette al primo posto la famiglia trascurando così il viaggio di nozze. Liliana rifiuta di capire che Enrichetto e Pablo sono fidanzati nonostante cerchino in tutti i modi di farglielo capire. Renata, che sta facendo una dieta, scopre che il marito Fefè le ha bloccato la carta di credito per convincerla a firmare la separazione, ma lei non ne vuole proprio sapere. Agostina e Rebecca lavorano ad una convention organizzata da Cetty Saponero, ed è lì che Rebecca conosce Geremia, il figlio della PR; nel frattempo Agostina se la cava benissimo intrattenendo ospiti arabi. Pietro dà a Carlotta una notizia straordinaria: presto farà una mostra, ma non sa che l'esposizione è stata pagata da Ines, la donna affascinante che Carlotta ha visto con lui. Dopo la convention Rebecca scopre che il fidanzato Remo la tradisce con un'amica. Caterina e Attilio litigano perché la donna lo ha trovato nel camerino del negozio di Eleonora in un atteggiamento che le è sembrato equivoco. Caterina a causa del litigio con Attilio si trasferisce nella sua casa romana dove trova Rebecca a letto con Geremia; i due ragazzi sono molto innamorati, lo stesso è per Carlotta e Pietro anche se il pittore è molto misterioso. Intanto Renata che continua a prendersi cura di sé va a lavorare ad Anfri nella farmacia del fratello Attilio. Durante la festa comunale Pablo fa ingelosire Enrichetto ballando con Eleonora e Renata conosce Roby, un ex obeso come lei. Dopo la festa Pablo ritorna in Spagna abbandonando Enrichetto. Intanto Renata incontra Michele che vive con il padre e va meglio a scuola, il ragazzo confida alla madre che avrebbe voglia di tornare a vivere con lei perché il padre e la fidanzata litigano sempre soprattutto a causa delle eccessive spese di lei. La mostra di Pietro va malissimo e il ragazzo si trasferisce nella villa di Ines, Carlotta lo raggiunge e lo accusa di aver mentito su tutto. Caterina che si trova a Roma fa pace con Attilio e decide di tornare ad Anfri, ma la sera prima della sua partenza arriva Liliana, disperata perché ha scoperto che il figlio Enrichetto è gay.

## Quarta puntata
Renata si iscrive nella stessa palestra di Eleonora, qui incontra Roby il simpatico istruttore di kickboxing. Liliana si sfoga con l'amica Caterina: ha scoperto che suo figlio è gay e non potrà mai avere un nipotino. Nel frattempo Eleonora si rende conto che è sommersa dai debiti e cinicamente è alla ricerca un'amante che l'aiuti finanziariamente. Liliana torna ad Anfri, dove consola il figlio Enrichetto depresso a causa dell'abbandono di Pablo. Così, Caterina e Liliana decidono di andare a Barcellona per cercare Pablo e farlo tornare in Italia. Michele sottrae al padre la carta di credito e passa la giornata a fare shopping con Renata. Liliana e Caterina giunte a Barcellona girano da un locale all'altro in cerca di Pablo, fino a che si imbattono in una festa sadomaso. Eleonora sempre a caccia di un amante, segue Attilio che si trova a Saturnia per un congresso, ed è intenzionata a sedurlo, ma l'uomo cambia stanza, così i suoi progetti falliscono. Carlotta scopre che Ines è la madre di Pietro e che i due hanno una vita ricca e mondana, infatti la donna ha appena regalato al figlio una Porsche. Finalmente Caterina e Liliana trovano Pablo, che non vuol saper nulla di Enrichetto, ma le due donne gli dicono che hanno biglietto d'aereo anche per lui e che il giorno dopo lo aspetteranno all'aeroporto. Pietro torna da Carlotta e si riappacificano, il ragazzo non vuole fare carriera e ha deciso di stare con lei anche se la madre ha molto bisogno di lui. Pablo ha deciso di tornare da Enrichetto e raggiunge Caterina e Liliana in aeroporto. Ettore e Agostina si ritrovano grazie ad una scenata di gelosia dell'uomo che segue la moglie in albergo dove è rientrata con uno scrittore. Rebecca si sente male e scopre di essere incinta di Geremia. Carlotta e Pietro litigano di nuovo, così il ragazzo vende la Porsche per comprarle un anello di fidanzamento: vuole sposarla e la presenta alla madre Ines che finge di accoglierli bene invitando i ragazzi a vivere con lei nella sua grande villa. Nel frattempo Fefè si accorge delle spese eccessive e se la prende con la sua nuova fidanzata. Renata invita Fefè a cena, l'uomo rimane meravigliato quando la vede così elegante ed in forma. Ma parlano comunque del divorzio. Pietro si presenta a Caterina, che rimane colpita dal ragazzo, ma la donna sconsiglia alla figlia Carlotta di andare a vivere sotto lo stesso tetto della suocera. Caterina riceve una telefonata: è Geremia che rischia di mandare a monte il viaggio di nozze confidando alla donna che Rebecca è incinta.

## Quinta puntata
Cetty viene a sapere che il figlio Geremia aspetta un bambino, e, dopo aver scoperto che la mamma è Rebecca spera di convincere la ragazza di abortire, licenziando Agostina. Caterina liberatasi dai problemi, arriva all'aeroporto per il viaggio di nozze, ma Attilio non si presenta perché vuole stare da solo e riflettere. Carlotta confida a Ines che vorrebbe incoraggiare Pietro nella pittura e la donna fa di tutto per impedirlo, in modo che il figlio si occupi dell'azienda vinicola. Geremia e Rebecca confidano ad Ettore che stanno aspettando un bambino, ma l'uomo reagisce male alla notizia. Caterina è da sola, quindi decide di andare in Spagna per raggiungere Liliana e la sua famiglia in vista del matrimonio tra Enrichetto e Pablo. Ma durante la notte il marito di Liliana muore improvvisamente. Intanto Romano tradisce Cetty svelando ai giornali il sistema di corruzione di cui la donna è responsabile. La PR reagisce distruggendogli la macchina e svelando il tradimento della moglie di Romano. Carlotta intuisce che Ines abbia finanziato di nascosto la mostra di Pietro per poi acquistare i suoi quadri in forma anonima. Renata firma la separazione, ma Fefè non sembra volerlo, ora che la moglie è diventata così bella. Caterina e Liliana hanno bisogno di stare da sole per riflettere senza essere disturbate, così si appartano in campagna, dove per distrarsi dai dispiaceri, confezionano marmellate e conserve. Cetty segnata dallo scandalo si riappacifica con Agostina, con il marito e il figlio ritrovando, dopo molti anni, il piacere di stare in famiglia. Attilio torna ad Anfri e scopre che Caterina non è a casa: è partita, e non vuole essere rintracciata, l'uomo dispiaciuto si ubriaca ed incappa in Eleonora che approfitta del suo stato per fingere di aver passato una notte con lui. Caterina spedisce le marmellate fatte con Liliana alle figlie per tranquillizzarle e riappacificarsi. Cetty e Agostina si accorgono della qualità delle conserve e pensano di venderle in TV. Attilio riesce a trovare Caterina la raggiunge e si fa perdonare, all'improvviso arrivano anche Agostina e Cetty.

## Sesta puntata
Attilio e Caterina per riuscire a partire per il loro viaggio di nozze alle Seychelles, fuggono di soppiatto per partire, ma all'ultimo momento, Eleonora si presenta alla porta dicendo di aspettare un figlio da Attilio: è un fulmine a ciel sereno. Attilio viene immediatamente messo fuori casa da Caterina. Carlotta, intanto, ha spinto Pietro a riappropriarsi del proprio talento, così il ragazzo dipinge di notte, di nascosto dalla madre. Renata, invece, regala una festa a Michele e qui rincontra Fefè. Segue una cena romantica, una notte di passione e al risveglio Renata viene sorpresa da Rossella a letto con suo marito. Delusa dal comportamento di Attilio, Caterina si trasferisce nella sua casa romana proprio nel momento in cui Rebecca e Geremia si accorgono di non riuscire a trovare una casa decente in vista della nascita del bimbo. Eleonora si presenta da Attilio con un mazzetto di cambiali da pagare: è il padre di suo figlio e dovrà pur aiutarla. Rebecca progetta di vivere nella casa di Caterina e, per farlo, organizza un'adunata, in occasione della prima ecografia, sperando di far riappacificare nonni e genitori, così da liberare l'appartamento, ma il suo piano fallisce. Intanto Liliana e Caterina hanno deciso di organizzare personalmente le televendite delle loro marmellate. Nel frattempo Carlotta rivela a Pietro le manovre della madre con la galleria d'arte, ma il ragazzo alla notizia non sembra reagire in modo particolare. Fefè si dichiara a Renata ma la donna, che nel frattempo ha accettato la corte di Roby, rifiuta sdegnosamente: si è accorta di non amarlo più. Ed è proprio l'istruttore della palestra a rivelare che Eleonora si è inventata tutto e che Attilio non ha nulla a che fare con il bambino che lei sta aspettando. Così, durante la telepromozione delle marmellate, in diretta tv, Liliana svergogna Eleonora raccontando alle telecamere ciò che ha fatto a Caterina e la donna vedrà di colpo il suo negozio svuotarsi. Pietro torna a vivere da solo: la madre ha accettato di curare il suo esaurimento nervoso e lui riprenderà a dipingere come Carlotta sperava. Sempre decisa a conquistare la casa di Roma, Rebecca prepara una truffa basata sulla varicella del fratellino che le permette di organizzare, prima un incontro tra il padre e la madre, poi un altro tra Caterina e Attilio, così riesce finalmente a far riconciliare le due coppie in crisi. Diversi mesi dopo Eleonora chiude la sua boutique per fallimento, ma, prima di andarsene, entra in chiesa, dove si sta sposando Carlotta con Pietro rivelando a tutti che il padre del suo bambino è Pablo. Caterina commenta: "neanche i gay sono più quelli di una volta!".